# Wilna Tereszkiwka
Wilna Tereszkiwka (ukr. Вільна Терешківка) – wieś na Ukrainie, w obwodzie połtawskim, w rejonie krzemieńczuckim, w hromadzie Piszczane. W 2001 liczyła 1648 mieszkańców.